# Rakieta

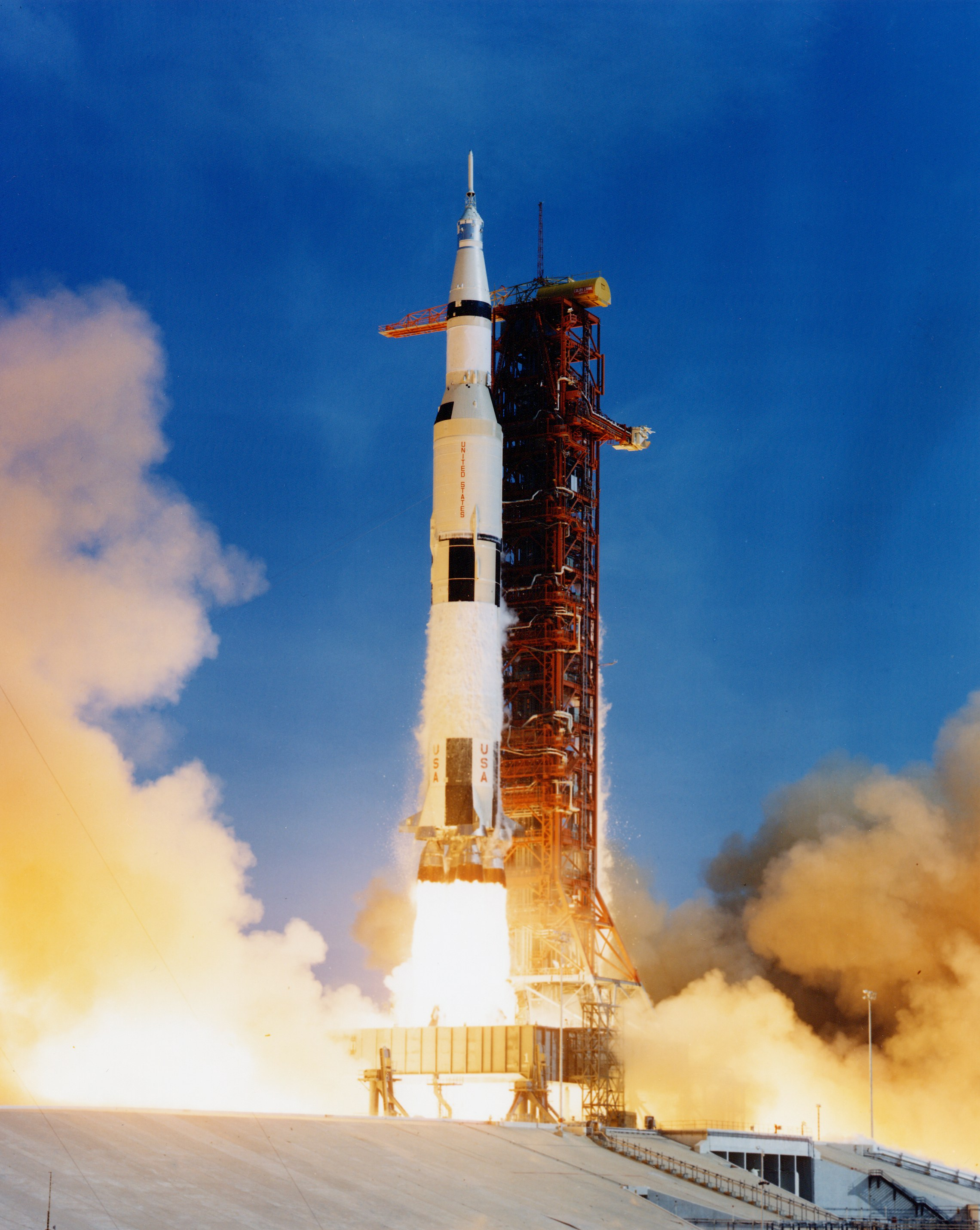
Rakieta kosmiczna Saturn V

Rakieta – pojazd latający lub pocisk, napędzany silnikiem rakietowym. Obiekt ten uzyskuje siłę ciągu dzięki materii wyrzucanej z dużą prędkością. Na ogół są to gazy powstałe przy spalaniu paliwa. Czasem są to sprężone gazy lub przegrzana para. Siła działająca na rakietę (ciąg silnika rakietowego) jest wynikiem trzeciej zasady dynamiki Newtona. Często pojęcie rakiety jest używane w znaczeniu silnika rakietowego lub pocisku rakietowego. Rakiety służą między innymi do przenoszenia ładunku, np. statku kosmicznego, głowic bojowych, sztucznych satelitów w warunkach przestrzeni kosmicznej, gdzie nie ma żadnej zewnętrznej substancji, której pojazd mógłby użyć jako elementu napędzającego.
Jest to obiekt latający poruszający się na zasadzie odrzutu, we współczesnej wersji napędzany silnikiem rakietowym. Może poruszać się zarówno w atmosferze ziemskiej, jak i poza nią, często osiągając prędkość wielokrotnie przekraczającą prędkość dźwięku. Zależnie od zastosowania rakiety dzielą się na: bojowe, czyli pociski rakietowe, rakiety nośne – do wynoszenia ładunków w przestrzeń kosmiczną, rakiety badawcze (np. do obserwacji meteorologicznych), rakiety startowe – ułatwiające start samolotu lub pocisku (po określonym czasie zwykle odrzucane), rakiety ratownicze (np. do przerzucania liny na ratowany statek). Główne elementy rakiety poza jej ładunkiem to: kadłub, silnik rakietowy, zbiornik materiałów pędnych do silnika, czasami układ kierowania oraz aparatura radiowa (głównie do łączności z Ziemią). Konstrukcja rakiet wymaga wysokich technologii. Przykładowo: komory spalania silników rakietowych muszą wytrzymać wysokie temperatury i ciśnienia. Silniki rakietowe na paliwo stałe mają prostą budowę i cechuje je duża niezawodność, toteż są często stosowane do napędu rakiet i pocisków rakietowych. Wadą silników rakietowych na paliwo stałe jest brak możliwości regulacji siły ciągu oraz mniejszy niż w silnikach na paliwo ciekłe stosunek uzyskiwanego ciągu do masy paliwa. Prototypem współczesnych rakiet były rakiety prochowe, najwcześniej (XIII w.) używane w Chinach, w Europie w XIV w. Miały one postać strzał zapalających zbudowanych z rurek wypełnionych prochem. W ciągu kolejnych wieków rakiety używane były jako rodzaj artylerii, jako fajerwerki i środki sygnalizacyjne. Szybki rozwój techniki rakietowej i astronautyki nastąpił dopiero w XX w. W roku 1903 Konstantin Ciołkowski ogłosił teorię ruchu i zasady budowy rakiety kosmicznej. W latach 20. i 30. konstruktorzy prowadzili pracę nad silnikami rakietowymi na paliwo płynne i wkrótce zastosowano je w pociskach (1942, pociski V2, V-pociski), a następnie w rakietach kosmicznych. W czasie II wojny światowej walczące armie używały pocisków rakietowych jako formy artylerii. Wielkie koszty jednorazowych rakiet kosmicznych miały wpływ na rozwój budowy wahadłowców. W drugiej dekadzie XXI wieku powstała pierwsza rakieta częściowo zdolna do wielokrotnego użytku (Falcon 9).

## Historia

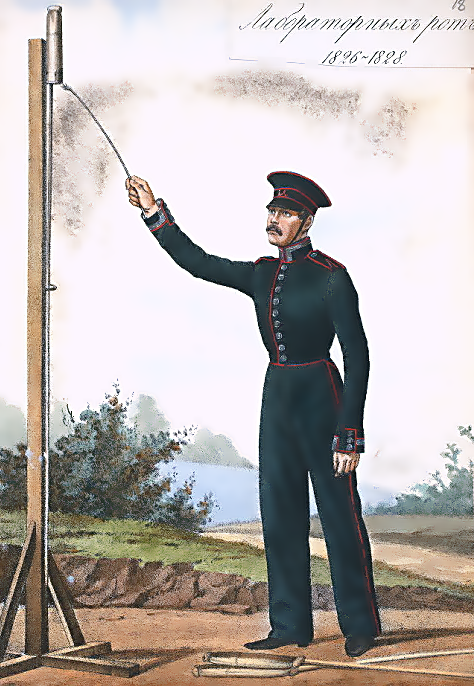
Żołnierz rosyjski z rakietą Congreve’a 1826-1828

Rakieta Goddarda (1917)

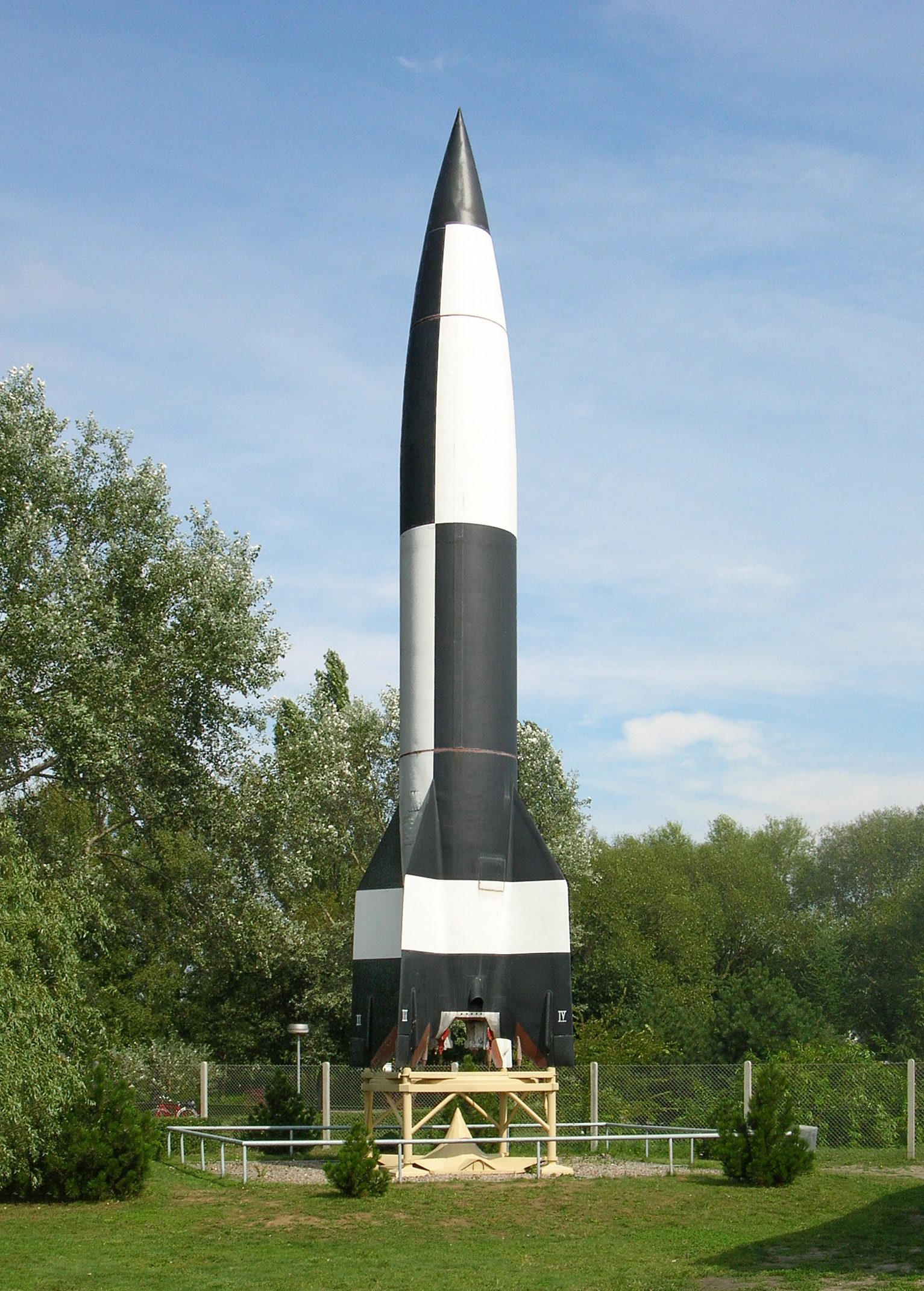
Rakieta V2

Budowa rakiety V-2:
1. Głowica bojowa;
2. Żyroskopowy system naprowadzający;
3. Odbiornik radiowy systemu naprowadzającego;
4. Mieszanina alkoholu etylowego i wody;
5. Korpus pocisku;
6. Zbiornik ciekłego tlenu;
7. Zbiornik nadtlenku wodoru;
8. Butle ze sprężonym azotem;
9. Komora reakcyjna nadtlenku wodoru;
10. Pompa paliwowa;
11. Zapłonniki mieszaniny wodno-alkoholowej;
12. Rama zespołu napędowego;
13. Komora spalania (zewnętrzne powłoki);
14. Skrzydło;
15. Wtryskiwacze alkoholu;
16. Sterownice strumienia gazów wylotowych;
17. Powierzchnie sterowe (lotki)

Chiński wynalazek prochu strzelniczego i użycie go w różnych formach, jako element broni: płonących strzał, bomb, dział, doprowadził w rezultacie do opanowania technologii pierwszych rakiet. Pierwsze rakiety były w użyciu w Chinach, około roku 970. Rakiety były używane w religijnych obrzędach na cześć bogów chińskich, tak jak dziś są używane „sztuczne ognie”. Jednak po pracach badawczych chińskich uczonych od X wieku do XII wieku używano rakiet jako broni artyleryjskiej (pocisków rakietowych) i jako fajerwerków. Rakiety były instalowane w fortach Wielkiego Muru Chińskiego i obsługiwane przez elitarne oddziały specjalistów rakietowych. Technologia budowy rakiet trafiła do Europy wraz z wojskami Czyngis-chana i jego syna Ugedeja. Mongołowie uzyskali technologię budowy rakiet z podbitej północnej części Chin, zatrudniając chińskich ekspertów rakietowych. Pierwsi Europejczycy mający doświadczenie z rakietami to Rosjanie i narody Europy Wschodniej oraz część Europy Środkowej (Austria) podbite przez Imperium Czyngis-chana. Dodatkowo Europa miała kontakt z rakietami podczas oblężenia Konstantynopola. Imperium osmańskie użyło tej broni, najprawdopodobniej pozyskało ją dzięki kontaktowi z Mongołami dwa wieki wcześniej. Przez następne dwa wieki rakiety stanowiły tajemnicę dla Europy.
Z rakietami eksperymentował polski inżynier wojskowy i artylerzysta Kazimierz Siemienowicz (ok. 1600-1651). W 1650 roku opublikował w Amsterdamie fundamentalne dzieło „Artis Magnae Artilleriae pars prima” („Wielkiej sztuki artylerii część pierwsza”), przez prawie 200 lat podstawowy podręcznik artylerii w Europie. W podręczniku Kazimierz Siemienowicz omawia między innymi technologię wytwarzania rakiet, w tym rakiet wielostopniowych, charakterystyki balistyczne rakiet, użycie wielu rakiet naraz, w tak zwanej baterii rakiet, jak i opisuje stateczniki w kształcie litery delta.
W XIX wieku Anglicy rozwijali technologię rakietową, a główną postacią w badaniach i eksperymentach z rakietami był William Congreve angielski wynalazca, pracujący nad udoskonaleniem celności rakiet. Rakiety używane były szeroko podczas wojen napoleońskich, także w Ameryce, np. w roku 1814 użyto rakiet w bitwie o Baltimore w USA. W 1809 roku William Moore wyprowadził równanie znane obecnie jako równanie Ciołkowskiego
Podczas wojen napoleońskich od 1815 roku polski generał Józef Bem przeprowadzał doświadczenia z rakietami bojowymi tzw. racami kongrewskimi w wojsku polskim. W czasie jednej z takich prób w kwietniu 1819, został poważnie poparzony w wyniku wybuchu masy palnej, która opaliła mu całą twarz. W tym roku sporządził w języku francuskim raport „Notes sur les fusees incendiares” poświęcony swoim eksperymentom, którego niemiecki przekład ogłoszono drukiem w 1820 roku w Weimarze pod tytułem Erfahrungen über die Congrevischen Raketen (Doświadczenia z rakietami kongrewskimi) . W latach 1819–1822 w stopniu kapitana wykładał artylerię oraz nauki fortyfikacyjne w Zimowej Szkole Artylerii. W wyniku prac badawczych nad użyciem rac kongrewskich oraz ich udoskonaleniom utworzono dzięki Bemowi w armii polskiej pierwsze oddziały artylerii rakietowej.
W roku 1903 Konstantin Ciołkowski, rosyjski uczony polskiego pochodzenia w artykule wyłożył teorię lotu rakiety z uwzględnieniem zmiany masy (pierwsza poważna praca z dziedziny astronautyki). W roku 1929 Ciołkowski opracował teorię ruchu rakiet wielostopniowych w ziemskim polu grawitacyjnym. Zaproponował zastosowanie w rakietach stabilizatorów żyroskopowych, chłodzenie komory spalania silnika rakietowego składnikami paliwa. Po raz pierwszy w dziejach podał podstawy teorii silnika rakietowego na paliwo ciekłe. Zaprojektował wiele rakietowych mieszanek paliwowych.
Na podkreślenie zasługuje fakt, że Ciołkowski opracował podstawy lotów kosmicznych, zanim jeszcze bracia Wright wykonali pierwszy w świecie lot samolotem. Idee techniczne wysunięte przez Ciołkowskiego także obecnie znajdują zastosowanie przy budowie współczesnych silników rakietowych, rakiet i statków kosmicznych.
W roku 1917 Robert Goddard ze Smithsonian Institution w USA opatentował wynalazek poprawiający w znaczny sposób wydajność rakiety. Dodał on specjalne dysze do komory spalania silnika rakietowego powodujące wypływ gazów z prędkością naddźwiękową (dysza de Lavala). Wynalazek ten podwajał ciąg rakiety i podnosił jej sprawność. Goddard pierwszy zbudował rakiety na paliwo płynne.
Po roku 1920 w wielu krajach prowadzone były badania nad rakietami. Do krajów tych należały Niemcy, Rosja, Stany Zjednoczone, Wielka Brytania, Francja, Czechosłowacja, Austria i Włochy. Około roku 1925, w Niemczech eksperymentowano z rakietą na ciekłe paliwo, która osiągała stosunkowo dużą wysokość i duży zasięg. W roku 1927 i 1931 została odpalona rakieta używająca jako paliwa benzyny i tlenu, dzięki czemu Niemcy wysunęły się na czoło w budowie rakiet i sterowaniu nimi.
Od 1937 roku w Peenemünde na wyspie Uznam w Niemczech istniał ośrodek badawczo-rozwojowy. Od roku 1943 Niemcy prowadziły seryjną produkcję pierwszego rakietowego pocisku balistycznego V-2. Szefem niemieckiego zespołu konstruktorów był niemiecki uczony Wernher von Braun. W okresie II wojny światowej ponadto ZSRR, USA i Wielka Brytania używały broni rakietowej na masową skalę, lecz były to niekierowane pociski znacznie mniej zaawansowane od V-2 (Rosjanie używali wyrzutni rakietowych Katiusza). Rakieta V-2 była największym krokiem do przodu w technologii rakietowej. Z zasięgiem 300 km, masie startowej 12700 kg, masie użytecznej 1000 kg i ciągu silnika 25200 kG posiadała wszystkie elementy współczesnych rakiet. Posiadała turbopompę (wchodzącą w skład pompowego układu zasilania silnika rakietowego), inercyjny system sterowania i wiele innych elementów dzisiejszych rakiet. Celem rakiety była głównie Anglia, ale również Belgia i Francja. Z uwagi na małą celność rakiety V2 były głównie do atakowania miast, szczególnie Londynu. W Londynie 1400 rakiet zabiło 2,754 cywilów i zraniło 6,523. Największą liczbę ofiar stanowili jednak więźniowie obozów koncentracyjnych zatrudnieni przy produkcji rakiet, których zmarło zamęczonych przy produkcji ok. 12 000-20 000. V-2 nie zmieniła biegu wojny, ale zademonstrowała możliwości rakiety balistycznej jako broni, lecz także jako pojazdu kosmicznego.
Po wojnie ZSRR, Anglia i USA prześcigały się w pozyskaniu technologii niemieckiej.
Po kapitulacji Niemiec, von Braun wraz ze współpracownikami poddał się wojskom amerykańskim, licząc na możliwość kontynuowania prac nad rakietami do celów cywilnych. Amerykańskie władze, w obliczu rysującej się konfrontacji z państwami komunistycznymi, chętnie przyjęły von Brauna, jak również część jego zespołu i ocalałe części rakiet V-2. Związek Radziecki dla przechwyconych przez siebie niemieckich specjalistów programu V-2 utworzył pierwotnie ośrodek naukowo-badawczy Institut Rabe w Bleicherode, gdzie mieli kontynuować swoją pracę, jednakże 22 października 1946 roku NKWD aresztowało ich wraz z rodzinami oraz specjalistami innych dziedzin techniki wojskowej, i tę grupę około pięciu tysięcy osób wywieziono w głąb ZSRR, gdzie mieli kontynuować swoje prace pod ścisłym nadzorem.
W ten sposób zapoczątkowany został zimnowojenny wyścig rakietowy, którego ukoronowaniem była misja Apollo na Księżyc.

## Podział rakiet
W zależności od liczby silników, rozróżnia się jedno- lub wielosilnikowe. W zależności od liczby członów rozróżnia się jedno- lub wielostopniowe (2-, 3- stopniowe) – po zużyciu paliwa kolejne człony są odrzucane (najczęściej tracone bezpowrotnie), a pracę podejmuje kolejny, wyższy człon. Do napędu rakiet wynoszących obiekty w przestrzeń kosmiczną używa się silników rakietowych o wielkiej mocy (wielkiej sile ciągu), do rakiet badawczych, czy też militarnych przenoszących mniejsze ciężary, odpowiednio silników rakietowych o mniejszej mocy. Istnieje też grupa rakiet małej mocy, najczęściej jako broń przeciwpancerna. Są też rakiety o bardzo małej mocy np. ognie sztuczne, czy też rakiety manewrowe w satelitach, czy rakiety sygnalizacyjne. Większość rakiet uzyskuje siłę ciągu ze spalania, a więc procesu chemicznego, i te dzielą się na rakiety na paliwo stałe oraz ciekłe. Poczesne miejsce wśród pocisków rakietowych zajmują rakietowe pociski balistyczne, czyli pociski rakietowe wyposażone w układ naprowadzania, których najistotniejszą cechą jest lot po parabolicznej krzywej balistycznej, w trakcie którego lot wznoszący odbywa się dzięki napędowi za pomocą silnika bądź silników rakietowych, dalsze zaś etapy lotu odbywają się dzięki bezwładności oraz grawitacji ziemskiej.